# Нубийская щурка
Нубийская щурка, или пурпурная щурка (лат. Merops nubicus) — вид птиц. Размеры взрослой птицы 36—39 см. Нубийские щурки — общественные птицы. Их гнездовые колонии чаще всего насчитывают от 100 до 1000 пар, а наиболее многочисленные — до 10 000 пар. Длина центральных рулевых перьев, далеко выдающихся за обрез хвоста, достигает 12 см. У птиц населяющих северную часть ареала и относимых к расе М. n. nubicus, горло сине-зеленое, тогда как у особей южной расы М. n. nubicoides горла ярко-розовые. Ареалы этих двух рас разделены 2000 км, а сроки их гнездования отличаются почти на полгода, поэтому им нередко придают статус видов.
Нубийская щурка ловит насекомых в полете. Её обычную пищу состав прямокрылые, пчелы, цикады, муравьи. Этих птиц привлекают степные пожары, где они успешно охотятся на насекомых, взлетающих из травы, чтобы спастись от огня. В качестве насеста для высматривания добычи нубийские щурки охотно используют спины крупных птиц и млекопитающих: страусов, дроф, журавлей, антилоп, а также домашнего скота. Эти животные при ходьбе также выпугивают из травы насекомых, которых тут же хватают взлетающие с их спин щурки.
Гнездится на севере и юге тропической Африки; зимует в районе экватора. Места обитания — открытые кустарниковые саванны, речные долины, пастбища, поля, болота, мангровые заросли.

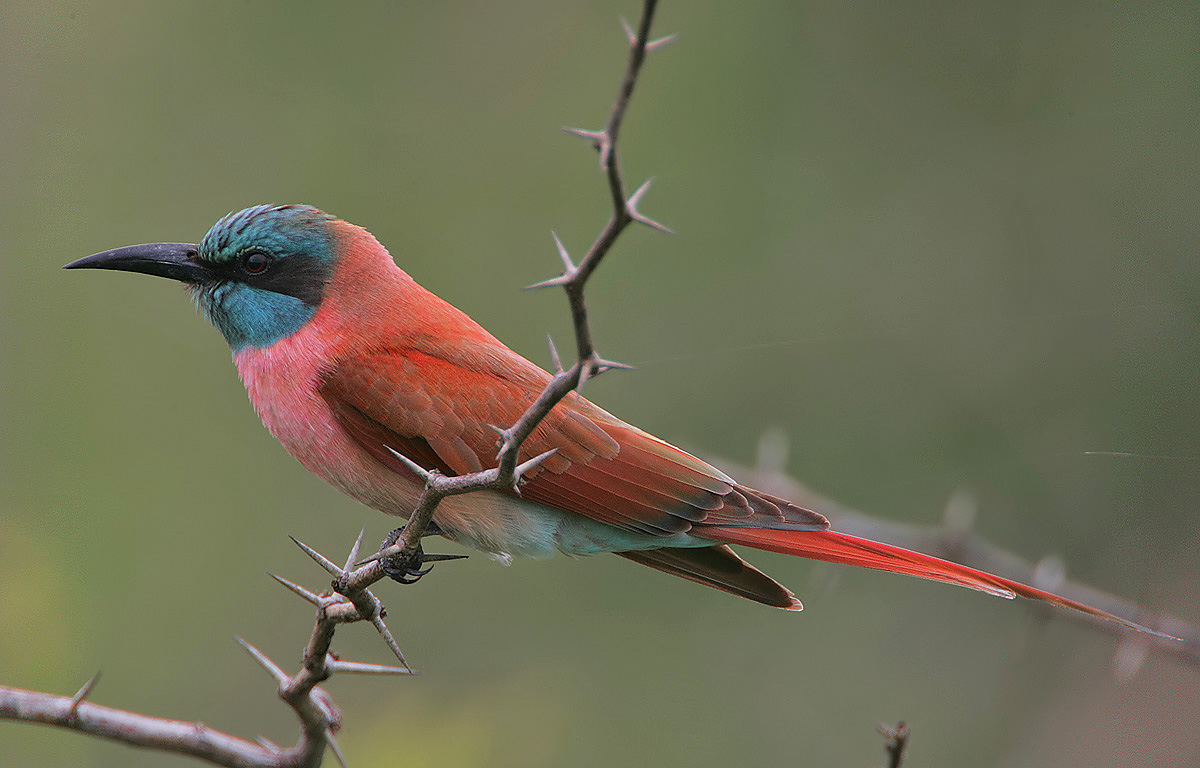